# Huang Chih-hsiung
Pour les articles homonymes, voir Hsiung.
Dans ce nom chinois, le nom de famille, Huang, précède le nom personnel.
Huang Chih-Hsiung (né le 16 octobre 1976 à Taipei) est un taekwondoïste taïwanais. Il a obtenu la médaille de bronze lors des Jeux olympiques d'été de 2000 dans la catégorie des moins de 58 kg, puis la médaille d'argent aux Jeux olympiques d'Athènes en 2004, ayant perdu contre Hadi Saei en finale des moins de 68 kg.
Huang a également remporté trois médailles aux Championnats du monde : deux en or en 1997 et 2003 et une en bronze en 1995.